# Дьяволиада (сборник)
«Дьяволиада. Рассказы»  — первый сборник рассказов и повестей М. А. Булгакова.

## История
Осенью 1923 года Булгаков познакомился со старым большевиком, главой издательства «Недра» Николаем Ангарским, который стал его основным издателем на ближайшие три года. В феврале 1924-го  Ангарский опубликовал в 4-й книге альманаха под тем же названием «Недра» повесть Булгакова "Дьяволиада". Через год в феврале 1925-го в 6-й книге того же альманаха повесть "Роковые яйца". Летом того же 1925 года издательство "Недра", объединив две повести и добавив к ним три ранее изданных рассказа, выпустило первый сборник писателя "Дьяволиада".

## Состав
| № | Название                    | Первая публикация | Первая публикация                                 | Первая публикация |  |
| № | Название                    | Год               | Издание                                           | Примечания |  |
| - | --------------------------- | ----------------- | ------------------------------------------------- | --- |  |
| 1 | Дьяволиада                  | 1924              | «Недра», кн. № 4, февраль                         | |  |
| 2 | Роковые яйца                | 1925              | «Недра», кн. № 6, февраль                         | Повесть была напечатана в издании «Красная панорама» в номерах с 19 по 22 за 1925 год под названием «Луч жизни» (причём в № 22 уже под названием «Роковые яйца»). |  |
| 3 | № 13. Дом Эльпит Рабкоммуна | 1922              | «Красном журнале для всех» № 2                    | |  |
| 4 | Китайская история           | 1923              | «Иллюстрации Петроградской правды» № 7, 6-го мая. | |  |
| 5 | Похождения Чичикова         | 1922              | «Накануне», 24 сентября                           | |  |

## Реакция на публикацию
Советский литературный критик, член РАПП и будущий прообраз критика Латунского из "Мастера и Маргариты" Леопольд Авербах  в  рецензии на сборник Булгакова разразился партийной критикой в газете "Известия": 
Булгаковы появляться будут неизбежно, ибо нэпманству на потребу злая сатира на советскую страну, откровенное издевательство над ней, прямая враждебность. Но неужели Булгаковы будут и дальше находить наши приветливые издательства и встречать благосклонность Главлита? Тема эта — удручающая бессмыслица, путаность и никчемность советского быта, хаос, рождающийся из коммунистических попыток строить новое общество. <...>

Появляется писатель, не рядящийся даже в попутнические цвета. Не только наша критика и библиография, но наши издательства должны быть настороже, а Главлит — тем паче!

С этим окриком партийной печати исследователи творчества Булгакова связывают письмо Булгакову сотрудника издательства "Недра" Бориса Леонтьева: 
Уважаемый Михаил Афанасьевич, передаю Вам просьбу Николая Семеновича — придти к нему сегодня в 6–7 час. вечера. Дела очень важные и неприятные: поднялся какой-то бум в сферах по поводу книги «Дьяволиада». Какая-то еще неясная атака на нас. Одну книгу сейчас у нас конфискуют (Маргерит). Пожалуйста, дайте ответ — будете ли у Н. С. сегодня.
Ваш Бор. Леонтьев.

PS. А как с Вашей правкой «Рок. яиц»? Пора набирать.
По мнению М. А. Котовой упоминание в этом не датированном письме правки повести "Роковые яйца" позволяет определить дату написания между последней неделей августа и ноябрём 1925 года.
Фраза письма "Одну книгу сейчас у нас конфискуют" была ошибочно прочитана М. О. Чудаковой, как "эту книгу сейчас у нас конфискуют", что породило ошибочное представление о том, что тираж сборника "Дьяволиада" 1925 года был конфискован. Следы изъятия книги не удалось обнаружить ни в архиве издательства «Недра», ни в архиве Н. С. Ангарского, ни в обнародованных документах, касающихся Булгакова, из архива ФСБ, ни среди  материалов Главлита 1920-х годов.
Возникает вопрос, какая именно книга была изъята в издательстве "Недра" осенью 1925 года? Уточнение в письме указывает на книгу французского писателя Виктора Маргерита.

## Комментарии
1. ↑  24 августа 1925 года был подписан договор с издательством "Недра" на отдельное издание повести "Роковые яйца", в ноябре 1925 это издание было окончательно запрещено Главлитом[1]